# Iōanna Diela
Iōanna Diela (in greco Ιωάννα Δίελα?; Atene, 2 giugno 1990) è una cestista greca.

## Carriera
Con la Grecia ha disputato i Campionati europei del 2021.